# Устарханов, Апти Саид-Хамзатович
Апти́ Саид-Хамза́тович Устарха́нов (род. 28 июня 1990, Курчалой, Чечено-Ингушская АССР) — российский боксёр второй средней весовой категории. В конце 2000-х — начале 2010-х годов боксировал на любительском уровне, начиная с 2013 года выступает среди профессионалов. Интерконтинентальный чемпион по версии IBO, был претендентом на титул чемпиона СНГ и славянских стран по версии WBC.

## Биография
Апти Устарханов родился 28 июня 1990 года в селе Курчалой Курчалоевского района Чеченской Республики. Активно заниматься боксом начал в возрасте десяти лет, проходил подготовку под руководством заслуженного тренера Чечни Ханпаши Магомадова.

### Любительская карьера
Впервые заявил о себе в сезоне 2005 года, когда стал чемпионом России среди юношей. Год спустя повторил это достижение. На юниорском первенстве страны 2008 года получил бронзу, проиграв в полуфинале Владимиру Сидорову. Кроме того, в этом сезоне победил в матчевой встрече со сборной Кубы и принял участие в международном юниорском турнире «Сталинградская битва» в Волгограде.
В 2009 году Устарханов дебютировал в зачёте взрослого национального первенства России, однако сумел дойти лишь до стадии четвертьфиналов категории до 69 кг, где со счётом 3:6 проиграл Давиду Арустамяну. Также выступил на мемориальном турнире Шамиля Умаханова, на чемпионате Европы среди студентов и на зимнем всероссийском турнире «Олимпийские надежды».
На чемпионате России 2010 года Устарханов выступал уже в категории до 75 кг и на стадии 1/8 финала был выбит из борьбы титулованным Артёмом Чеботарёвым (счёт поединка 5:9). Помимо этого выиграл бронзовую медаль на мемориальном турнире Ахмата Кадырова в Грозном. В следующем сезоне взял бронзу на молодёжном первенстве страны в Галицино, где в полуфинале со счётом 4:8 проиграл Максиму Тимофееву. В 2012 году вновь стал третьим на молодёжном чемпионате России, одержал победу на XI Международном турнире по боксу памяти героя Советского Союза Виктора Ливенцева в Минске, дошёл до четвертьфинала на мемориальном турнире Кадырова, выступил на Кубке независимости в Доминиканской Республике, где со счётом 4:14 уступил местному доминиканскому боксёру Хуниору Кастильо. Вскоре после этих соревнований принял решение завершить карьеру в любительском боксе.

### Профессиональная карьера
На профессиональном ринге Устарханов дебютировал в марте 2013 года, в поединке с армянином Артаваздом Маргаряном была зафиксирована ничья. Тем не менее, уже в следующем бою он вновь встретился с Маргаряном и на этот раз победил единогласным решением судей. В том же году в седьмом раунде нокаутировал представителя Танзании Бенсона Мвакиембе, выиграв при этом титул интернационального чемпиона по версии журнала «Про бокс».
Вскоре потерпел первое в карьере поражение, решением большинства судей от небитого российского проспекта Сергея Екимова. Несмотря на это, в течение двух последующих лет сделал серию из десяти боёв без поражений — лишь в одном случае была зафиксирована ничья. В этот период сумел победить таких известных боксёров как Дилмурод Сатыбалдиев и Карен Аветисян — у обоих выиграл единогласным судейским решением в шести раундах.
Благодаря череде успешных выступлений Устарханов удостоился права оспорить вакантный титул чемпиона СНГ и славянских стран во второй средней весовой категории по версии Всемирного боксёрского совета. В качестве другого претендента выступил Дмитрий Сухотский, поединок между ними продлился все двенадцать раундов, и в итоге Устарханов проиграл раздельным решением судей (при этом в одиннадцатом раунде он побывал в нокдауне).
5 марта 2016 года, выступая в андеркарде боя Руслан Чагаев — Лукас Браун, завоевал вакантный титул интерконтинентального чемпиона во втором среднем весе по версии Международной боксёрской организации, победив нокаутом представителя Танзании Томаса Машали.
В июле 2016 года завоевал вакантный титул чемпиона Европы во втором среднем весе по версии Всемирной боксёрской организации, победив единогласным решением Вараздата Черникова.

## Статистика в профессиональном боксе
В таблице перечислены результаты всех поединков боксёров.
В каждой строке указан результат поединка. Дополнительно номер поединка обозначен цветом, который обозначает итог поединка. Расшифровка обозначений и цветов представлена в нижеследующей таблице.
| Пример | Расшифровка                     |
| ------ | ------------------------------- |
|        | Победа                          |
|        | Ничья                           |
|        | Поражение                       |
|        | Планируемый поединок            |
|        | Поединок признан несостоявшимся |
| КО     | Нокаут                          |
| ТКО    | Технический нокаут              |
| PTS    | Решение судей (по очкам)        |
| UD     | Единогласное решение судей      |
| MD     | Решение большинства судей       |
| SD     | Раздельное решение судей        |
| RTD    | Отказ от продолжения боя        |
| DQ     | Дисквалификация                 |
| NC     | Поединок признан несостоявшимся |

| Бой | Дата             | Соперник                     | Место проведения                                    | Раундов   | Примечание |
| --- | ---------------- | ---------------------------- | --------------------------------------------------- | --------- | --- |
| 26  | 8 апреля 2021    | Руслан Щелев (16-17-1)       | ДС Увайса Ахтаева, Грозный, Россия                  | UD10 (10) | |
| 25  | 21 февраля 2020  | Андрей Сироткин (16-1-0)     | Дворец спорта «Динамо» в Крылатском, Москва, Россия | UD10 (10) | Бой за титул чемпиона по версии WBC Asian Boxing Council Continental в среднем весе. Счёт: 93-96, 90-99, 94-95.              |
| 24  | 19 сентября 2019 | Лукас Ндафолума (16-2-0)     | ДС Увайса Ахтаева, Грозный, Россия                  | SD10 (10) | Завоевал титул временного чемпиона по версии WBC Asian Boxing Council Continental в среднем весе. Счёт: 95-96, 97-93, 97-93. |
| 23  | 18 апреля 2019   | Дмитрий Атрохау (16-4-0)     | Колизей, Грозный, Россия                            | UD8 (8)   | Счёт: 79-73, 80-72, 77-75.                                                                                                   |
| 22  | 5 сентября 2018  | Мухитдин Раджапбаев (13-5-0) | Амфитеатр, Грозный, Россия                          | UD8 (8)   | |
| 21  | 13 декабря 2017  | Рохен Мердок (20-1-0)        | Convention & Exhibition Centre, Брисбен, Австралия  | UD10 (10) | Бой за вакантный титул WBO Oriental. Счёт: 91-99, 90-100, 93-97.                                                             |
| 20  | 20 мая 2017      | Мейрбек Сабиров (3-5-0)      | СЦ Пахлавон, Ханабад, Узбекистан                    | TKO1 (6)  | |
| 19  | 10 декабря 2016  | Патрик Мэнди (17-11-1)       | ДС «Крылья Советов», Москва, Россия                 | SD12 (12) | Бой за титул IBO Inter-Continental, (1-я защита Устарханова). 115-115, 113-118, 115-113.                                     |
| 18  | 30 июля 2016     | Вараздат Черников (11-4)     | КЦ «Галактика», Эстосадок, Россия                   | UD10 (10) | Завоевал вакантный титул WBO European. 100-89, 100-89, 99-90.                                                                |
| 17  | 28 мая 2016      | Хоким Каримов (4-3-0)        | ДС Узбекистон, Ташкент, Узбекистан                  | UD6 (6)   | |
| 16  | 5 марта 2016     | Томас Машали (17-3-1)        | СЦ «Колизей», Грозный, Россия                       | КО2 (12)  | Завоевал вакантный титул IBO Inter-Continental.                                                                              |
| 15  | 27 ноября 2015   | Дмитрий Сухотский (22-4-2)   | Дворец зрелищ и спорта, Барнаул, Россия             | SD12 (12) | Бой за вакантный титул WBC (CIS BB).                                                                                         |
| 14  | 22 августа 2015  | Сергей Белошапкин (12-13-1)  | «Колизей», Грозный, Россия                          | RTD5 (6)  | Белошапкин был в нокдауне в 3 раунде.                                                                                        |
| 13  | 19 июня 2015     | Антон Краснолуцкий (5-14-0)  | Водолей, Екатеринбург, Россия                       | TKO4 (6)  | Краснолуцкий был в нокдауне во 2 и 3 раундах.                                                                                |
| 12  | 26 апреля 2015   | Карен Аветисян (9-8-1)       | Колизей, Барнаул, Россия                            | UD6 (6)   | |
| 11  | 18 октября 2014  | Мурад Далхаев (3-3-0)        | КСК Экспресс, Ростов-на-Дону, Россия                | UD6 (6)   | |
| 10  | 5 сентября 2014  | Сергей Чичикалов (1-2-0)     | Боксёрский зал, Краснодар, Россия                   | UD4 (4)   | |
| 9   | 6 июля 2014      | Гор Акопян (0-4-0)           | Ахмат-Арена, Грозный, Россия                        | UD6 (6)   | |
| 8   | 23 мая 2014      | Дилмурод Сатыбалдиев (6-0-0) | Баскет-холл, Краснодар, Россия                      | UD6 (6)   | |
| 7   | 8 февраля 2014   | Гасан Гасанов (6-2-0)        | Боевые перчатки, Ростов-на-Дону, Россия             | SD6 (6)   | |
| 6   | 30 ноября 2013   | Йосеф Обесло (4-13-1)        | СК Олимпийск, Грозный, Россия                       | UD10 (10) | |
| 5   | 26 октября 2013  | Гор Акопян (0-3-0)           | КСК Экспресс, Ростов-на-Дону, Россия                | UD6 (6)   | |
| 4   | 28 сентября 2013 | Сергей Екимов (6-0-0)        | Bentley Centre, Барвиха, Россия                     | MD4 (4)   | |
| 3   | 27 июля 2013     | Бенсон Мвакиембе (9-2-1)     | КРЦ Москва, Каспийск, Россия                        | KO7 (8)   | Мвакиембе дважды был в нокдауне во 2 раунде.                                                                                 |
| 2   | 25 мая 2013      | Артавазд Маргарян (1-3-2)    | СК Олимп, Волгодонск, Россия                        | UD6 (6)   | |
| 1   | 30 марта 2013    | Артавазд Маргарян (1-3-1)    | Галич Холл, Краснодар, Россия                       | SD4 (4)   | Профессиональный дебют Устарханова.                                                                                          |